# Глубинное
Глуби́нное — село в Красноармейском районе Приморского края. Единственный населённый пункт в Глубинненском сельском поселении. Располагается у слияния рек Дальняя (бывшая Татибе, на картах XIX в. река называется Тайцзибери или схожие варианты) и Голубица (бывшая Сибичи).
До 1972 года село носило название Сибичи, названное по одноимённой реке. Название с китайского языка переводится как «северо-западная развилка». Переименовано после вооружённого конфликта за остров Даманский. Центральная улица ориентирована на гору Ягодка (1321 м), снег с которой сходит в конце мая.

## География
Село Глубинное стоит на правом берегу реки Голубица примерно в полукилометре до впадения её справа в реку Дальняя (правый приток Большой Уссурки).
К селу Глубинное идут дороги:
 — от села Рощино на северо-восток;
 — от села Дальний Кут на северо-восток. Уже к началу 1980-х годов дорога была заброшена и не эксплуатировалась.
Расстояние до Рощино около 40 км, до районного центра Новопокровка через Рощино около 71 км.
Расстояние до села Дальний Кут около 30 км, до Новопокровки через Дальний Кут около 103 км. Дорога на Дальний Кут заросла в 1970-х годах.
От села Глубинное на запад идёт дорога к селу Лимонники, около 35 км.
От села Глубинное на северо идёт дорога к пос. Восток, около 70 км. В настоящее время дорога не функционирует и в двух местах разрушена рекой Голубицей.

## История
Место расположения села издревле привлекало людей. Севернее села обнаружено неолитическое поселение. Южнее и восточнее села найдены материалы железного века. В районе водомерного поста существовало небольшое стойбище с XVIII в. и прекратившее своё существование на рубеже XIX—XX вв.
Село впервые упоминается в губернаторском отчёте в 1915 г., тогда в селе проживало 5 человек. По рассказам старожилов, село после установления Советской власти, до образования Уссурийской области, продолжало жить относительно автономно. Жители занимались охотой и обменивали меха на товары у японцев, выходя к морю в условленном месте. В 1932 г. в селе была окончательно установлена Советская власть.
В 1930-х годах здесь размещалось Управление Сихотэ-Алинского заповедника.
В 1975 г. восьмилетняя школа была преобразована в среднюю. Открыт интернат, в котором обучались дети старших (8-10 классов) из сёл Лимонники, Измайлиха и Метеоритное. Двухэтажное здание интерната располагалось на ул. Клубной. В 90-х годах был снесён второй этаж, а позднее здание полностью разрушили. Здание школы в сентябре 2005 г. сгорело. Фундамент новой школы был заложен в 2006 г. В ночь на 8 января 2021 года сгорела и эта школа, здание новой школы построено на месте сгоревшей.
В 1983 г. в селе, на месте развалившегося овощехранилища, построен стадион, который в постсоветский период пришёл в запустение.

## Население
| 2002 | 2010 | 2011 | 2012 | 2013 | 2014 | 2015 |
| ---- | ---- | ---- | ---- | ---- | ---- | ---- |
| 812  | ↘649 | ↘648 | ↘633 | ↘616 | →616 | ↘584 |
| 2016 | 2017 | 2018 | 2019 | 2020 | 2021 |      |
| ↗594 | ↘581 | ↘577 | ↘555 | ↘542 | ↘470 |      |

## Экономика
- Жители занимаются сельским хозяйством.
- Предприятия, занимающиеся заготовкой леса.

## Известные люди
- Евгений Смургис — советский путешественник, в 1970-е годы в селе проживала его семья, здесь же учился в школе его сын Александр.
- Л. Г. Капланов — советский зоолог, работал в селе и его окрестностях в феврале — марте 1940 г.

## Галерея

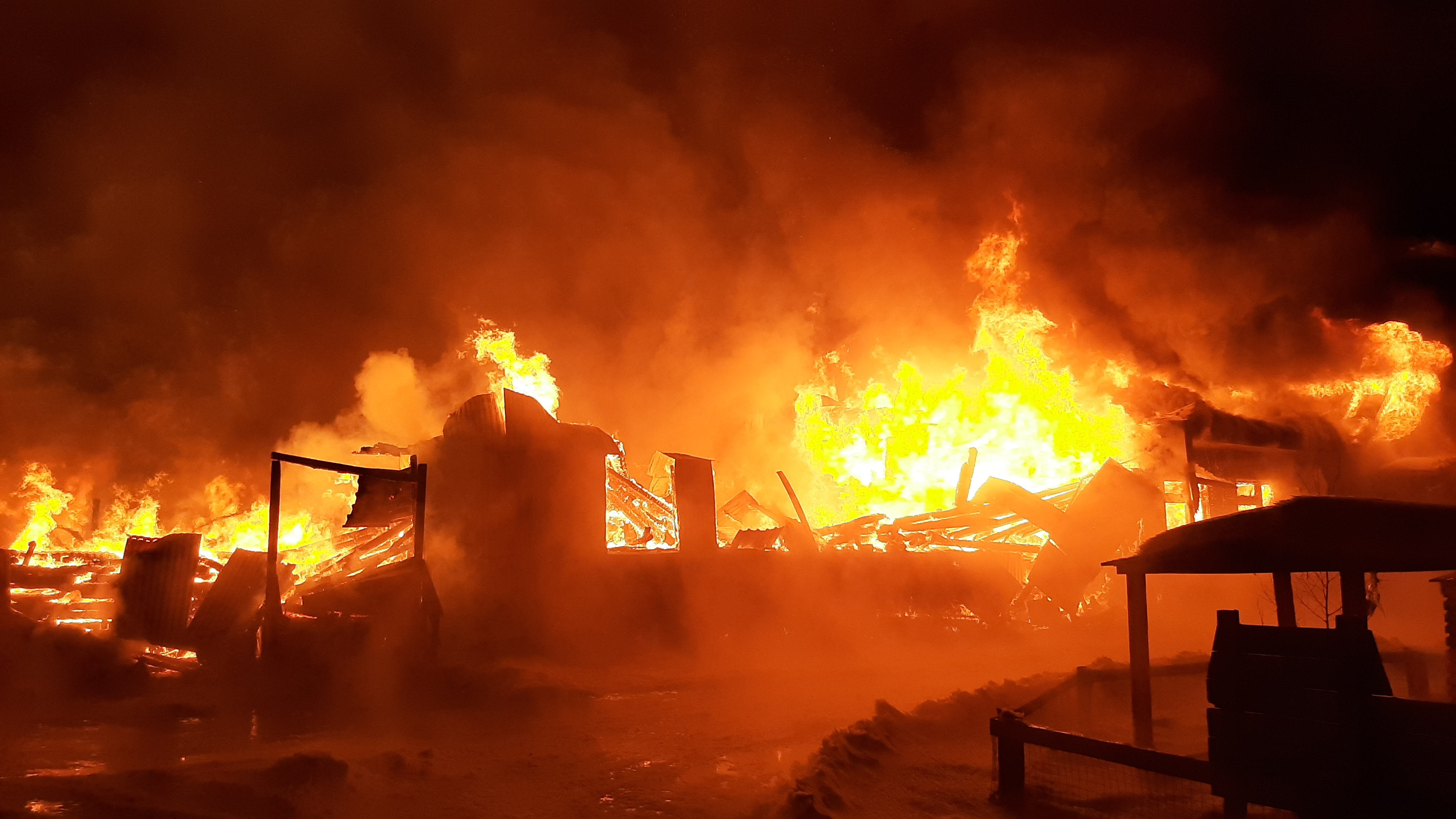
Пожар в здании школы. 2021 г.
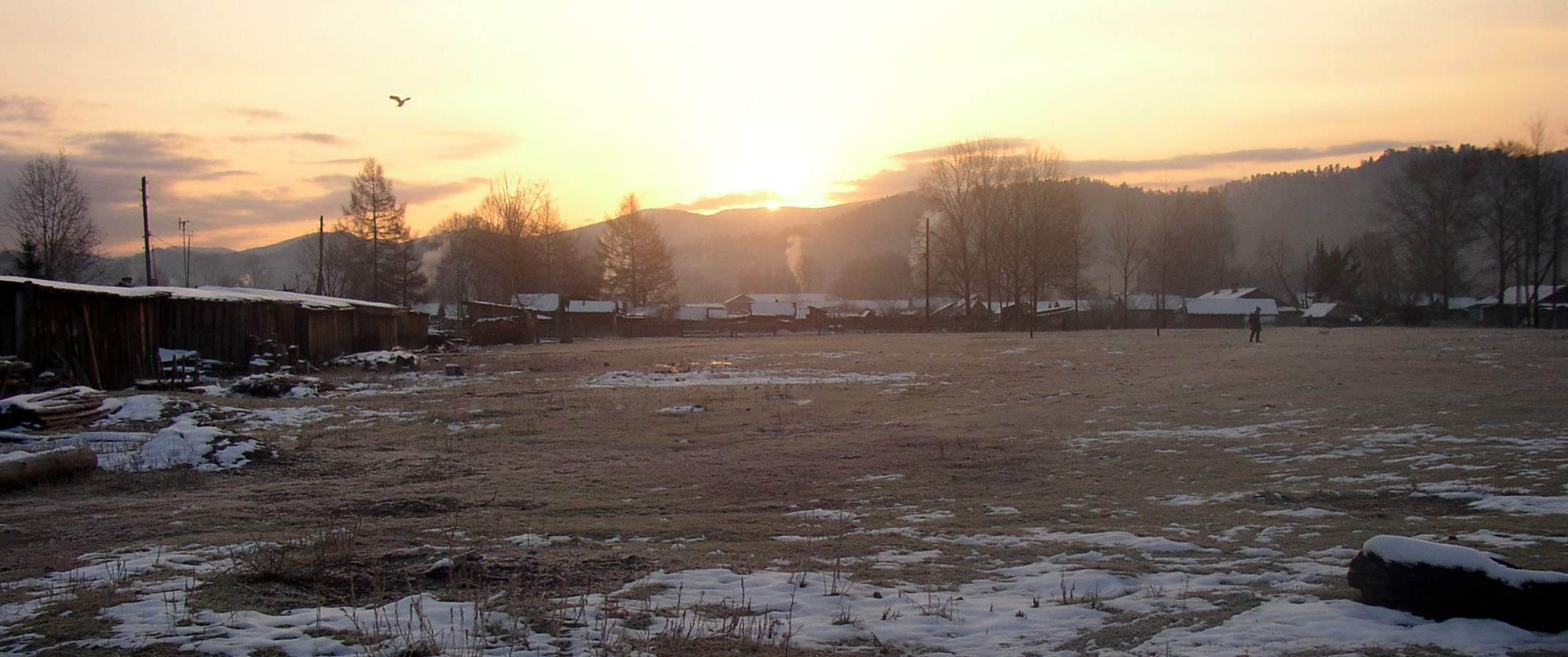
Бывший стадион
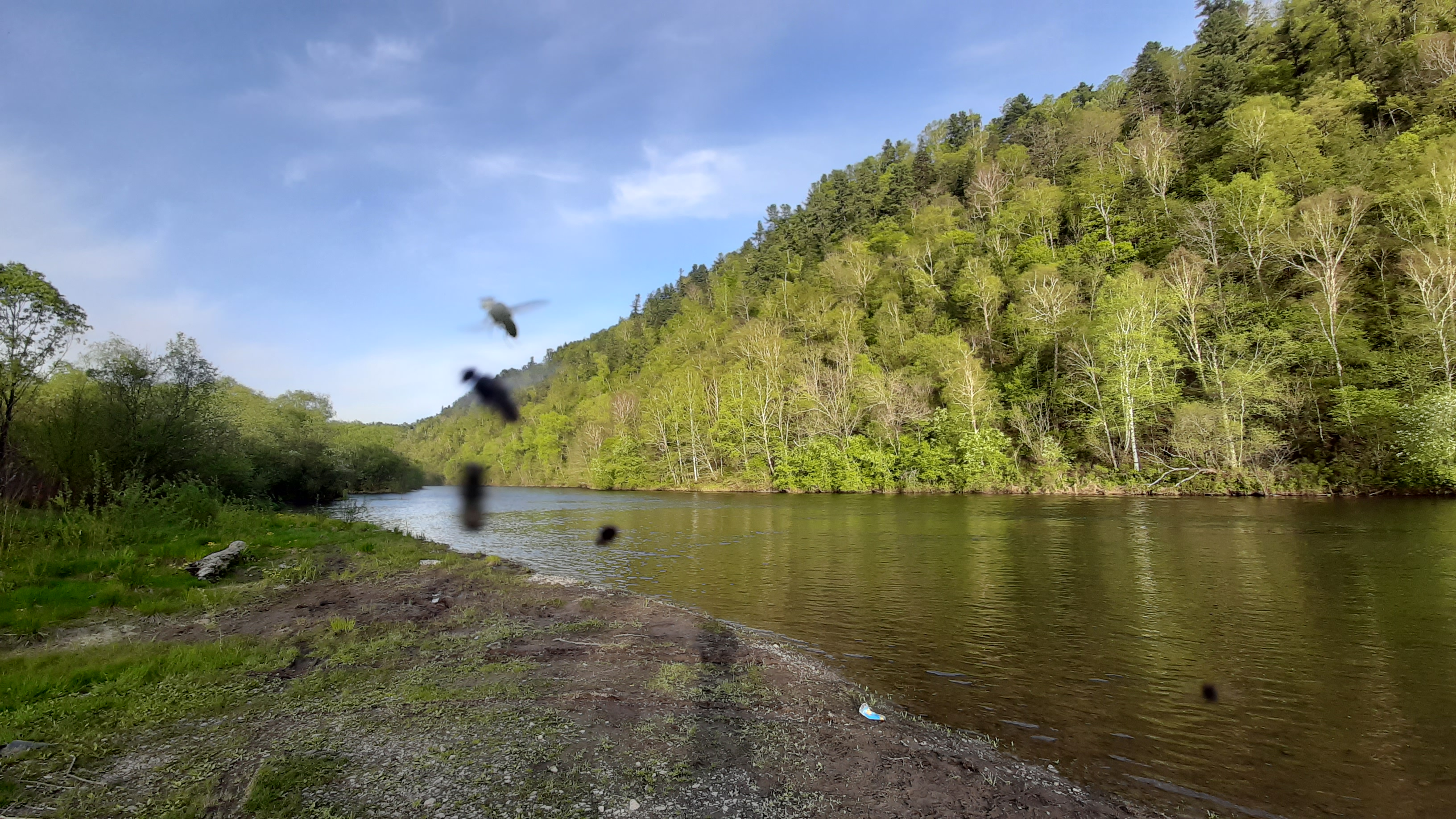
Пляж на реке
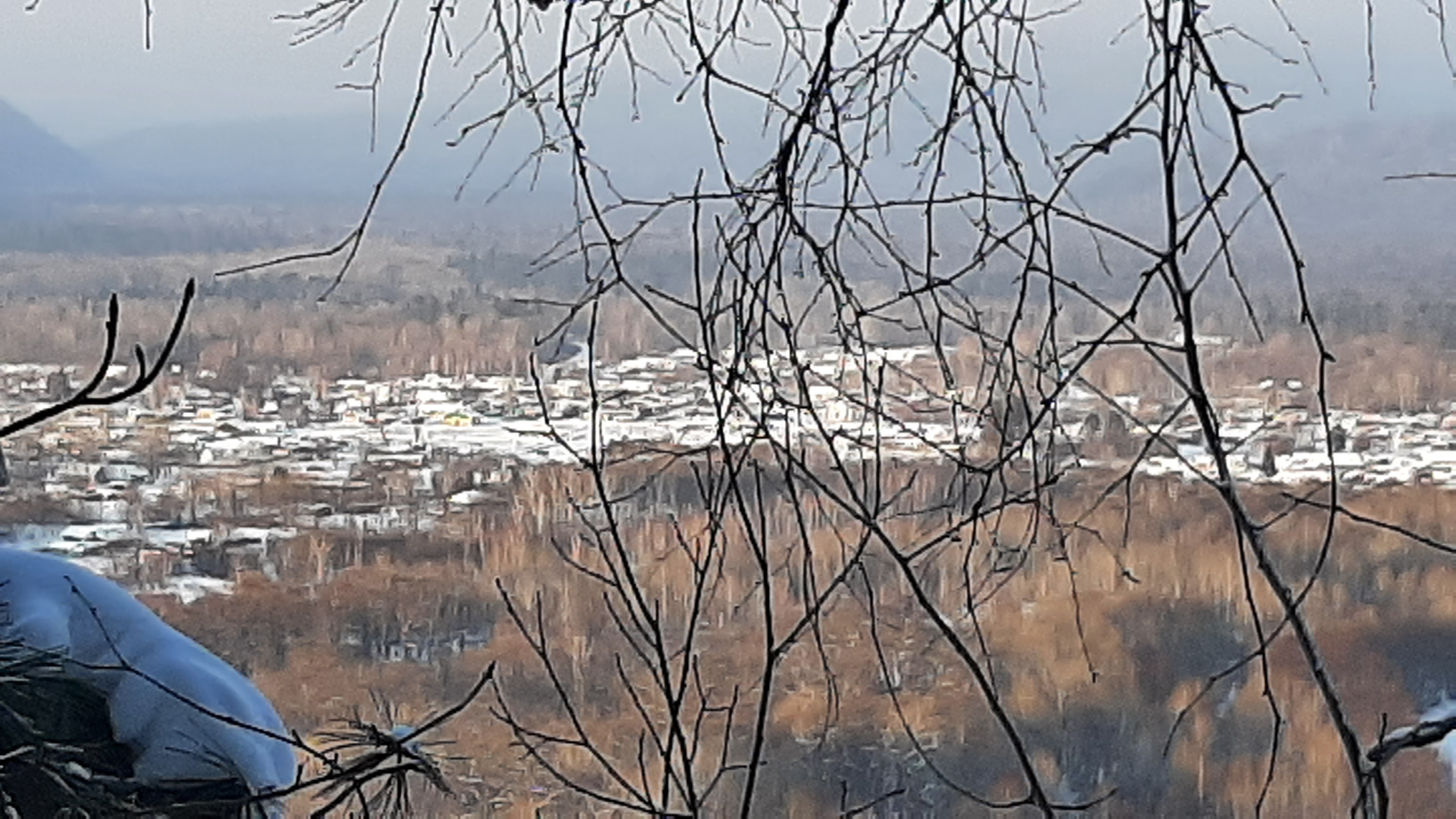
Вид на село с сопки